# The Old Swimmin' Hole
The Old Swimmin' Hole è un film muto del 1921 diretto da Joseph De Grasse, conosciuto anche con il titolo The Old Swimming Hole. Il film, una commedia di ambiente rurale, fu prodotto e interpretato da  Charles Ray. L'intera storia - tratta da un poema di James Whitcomb Riley - è raccontata senza far ricorso alle didascalie.

## Produzione
Il film fu prodotto dalla First National Pictures.

## Distribuzione
Distribuito dalla First National Pictures, il film uscì nelle sale cinematografiche USA il 27 febbraio 1921.
È stato presentato in video dall'Unknown Video. La Grapevine lo ha distribuito in DVD nel gennaio 2014.